# Die 10 .../Episodenliste
Diese Episodenliste enthält alle Episoden der deutschen Rankingshow Die 10 … sortiert nach der deutschen Erstausstrahlung. Die Fernsehserie umfasst 21 Staffeln mit 124 Episoden sowie eine Pilotfolge und 3 Specials.

## Übersicht
| Staffel  | Episodenanzahl | Erstausstrahlung  | Erstausstrahlung   |
| Staffel  | Episodenanzahl | Staffelpremiere   | Staffelfinale      |
| -------- | -------------- | ----------------- | ------------------ |
| Pilot    | 1              | 6. März 2003      | 6. März 2003       |
| 1        | 4              | 26. Januar 2005   | 16. Februar 2005   |
| 2        | 14             | 3. Juni 2005      | 9. September 2005  |
| 3        | 12             | 26. Mai 2006      | 1. September 2006  |
| 4        | 4              | 13. Januar 2007   | 17. Februar 2007   |
| 5        | 12             | 13. Juni 2005     | 29. August 2007    |
| 6        | 4              | 1. Februar 2008   | 23. Februar 2008   |
| 7        | 10             | 4. Juni 2008      | 27. August 2008    |
| 8        | 4              | 31. Januar 2009   | 21. Februar 2009   |
| 9        | 10             | 5. Juni 2009      | 28. August 2009    |
| 10       | 2              | 19. Dezember 2009 | 9. Januar 2010     |
| 11       | 5              | 16. Juli 2010     | 13. August 2010    |
| 12       | 4              | 23. Februar 2011  | 16. März 2011      |
| 13       | 6              | 17. Juni 2011     | 22. Juli 2011      |
| 14       | 4              | 20. April 2012    | 20. Juni 2012      |
| 15       | 3              | 21. November 2012 | 5. Dezember 2012   |
| 16       | 4              | 13. Februar 2013  | 6. März 2013       |
| 17       | 5              | 19. Februar 2014  | 19. März 2014      |
| 18       | 5              | 3. Juni 2015      | 1. Juli 2015       |
| 19       | 5              | 24. Februar 2016  | 23. März 2016      |
| 20       | 4              | 7. September 2016 | 21. September 2016 |
| 21       | 3              | 23. August 2017   | 6. September 2017  |
| Specials | 3              | 23. Mai 2015      | 13. November 2019  |

## Pilot
| Nr. (ges.) | Nr. (St.) | Originaltitel                  | Erstausstrahlung D |
| ---------- | --------- | ------------------------------ | ------------------ |
| Pilot      | 1         | Die 10 bewegendsten Ereignisse | 6. März 2003       |

## Staffel 1
| Nr. (ges.) | Nr. (St.) | Originaltitel                         | Erstausstrahlung D |
| ---------- | --------- | ------------------------------------- | ------------------ |
| 1          | 1         | Die 10 außergewöhnlichsten Millionäre | 26. Jan. 2005      |
| 2          | 2         | Die 10 größten Kinderstars            | 2. Feb. 2005       |
| 3          | 3         | Die 10 erotischsten Frauen            | 9. Feb. 2005       |
| 4          | 4         | Die 10 pikantesten Skandale           | 16. Feb. 2005      |

## Staffel 2
| Nr. (ges.) | Nr. (St.) | Originaltitel                                    | Erstausstrahlung D |
| ---------- | --------- | ------------------------------------------------ | ------------------ |
| 5          | 1         | Die 10 größten TV-Aufreger                       | 3. Juni 2005       |
| 6          | 2         | Die 10 spektakulärsten Trennungen                | 10. Juni 2005      |
| 7          | 3         | Die 10 begehrtesten Society-Kinder               | 17. Juni 2005      |
| 8          | 4         | Die 10 größten Comebacks                         | 1. Juli 2005       |
| 9          | 5         | Die 10 erotischsten Männer                       | 8. Juli 2005       |
| 10         | 6         | Die 10 fiesesten TV-Biester                      | 15. Juli 2005      |
| 11         | 7         | Die 10 größten Ausraster                         | 22. Juli 2005      |
| 12         | 8         | Die 10 größten Comedians                         | 29. Juli 2005      |
| 13         | 9         | Die 10 aufregendsten Liebesaffären               | 5. Aug. 2005       |
| 14         | 10        | Die 10 witzigsten TV-Pannen                      | 12. Aug. 2005      |
| 15         | 11        | Die 10 erotischsten TV-Momente                   | 19. Aug. 2005      |
| 16         | 12        | Die 10 größten Musik-Skandale                    | 26. Aug. 2005      |
| 17         | 13        | Die 10 spektakulärsten TV-Shows                  | 2. Sep. 2005       |
| 18         | 14        | Die 10 dramatischsten Momente bei Hinter Gittern | 9. Sep. 2005       |

## Staffel 3
| Nr. (ges.) | Nr. (St.) | Originaltitel                          | Erstausstrahlung D |
| ---------- | --------- | -------------------------------------- | ------------------ |
| 19         | 1         | Die 10 spektakulärsten Fußball-Momente | 26. Mai 2006       |
| 20         | 2         | Die 10 größten Adelsskandale           | 23. Juni 2006      |
| 21         | 3         | Die 10 beliebtesten Werbestars         | 30. Juni 2006      |
| 22         | 4         | Die 10 peinlichsten Jugendsünden       | 7. Juli 2006       |
| 23         | 5         | Die 10 größten Showmaster              | 14. Juli 2006      |
| 24         | 6         | Die 10 beliebtesten Teeniebands        | 21. Juli 2006      |
| 25         | 7         | Die 10 spektakulärsten Reality-Shows   | 28. Juli 2006      |
| 26         | 8         | Die 10 peinlichsten Fehltritte         | 4. Aug. 2006       |
| 27         | 9         | Die 10 beliebtesten Kultserien         | 11. Aug. 2006      |
| 28         | 10        | Die 10 verrücktesten Rekorde           | 18. Aug. 2006      |
| 29         | 11        | Die 10 lustigsten TV-Patzer            | 25. Aug. 2006      |
| 30         | 12        | Die 10 peinlichsten Paparazzi-Fotos    | 1. Sep. 2006       |

## Staffel 4
| Nr. (ges.) | Nr. (St.) | Originaltitel                       | Erstausstrahlung D |
| ---------- | --------- | ----------------------------------- | ------------------ |
| 31         | 1         | Die 10 größten Casting-Stars        | 13. Jan. 2007      |
| 32         | 2         | Die 10 emotionalsten „DSDS“-Momente | 3. Feb. 2007       |
| 33         | 3         | Die 10 schrägsten Promisänger       | 10. Feb. 2007      |
| 34         | 4         | Die 10 witzigsten „DSDS“-Castings   | 17. Feb. 2007      |

## Staffel 5
| Nr. (ges.) | Nr. (St.) | Originaltitel                        | Erstausstrahlung D |
| ---------- | --------- | ------------------------------------ | ------------------ |
| 35         | 1         | Die 10 witzigsten Karrierestarts     | 13. Juni 2007      |
| 36         | 2         | Die 10 größten Soapstars             | 20. Juni 2007      |
| 37         | 3         | Die 10 spektakulärsten Rosenkriege   | 27. Juni 2007      |
| 38         | 4         | Die 10 spektakulärsten Castingshows  | 4. Juli 2007       |
| 39         | 5         | Die 10 spannendsten Promi-Duelle     | 11. Juli 2007      |
| 40         | 6         | Die 10 beliebtesten Kinderserien     | 18. Juli 2007      |
| 41         | 7         | Die 10 schrägsten Familien           | 25. Juli 2007      |
| 42         | 8         | Die 10 emotionalsten Tiergeschichten | 1. Aug. 2007       |
| 43         | 9         | Die 10 größten Ausrutscher           | 8. Aug. 2007       |
| 44         | 10        | Die 10 beliebtesten Doku-Soaps       | 15. Aug. 2007      |
| 45         | 11        | Die 10 romantischsten Hochzeiten     | 22. Aug. 2007      |
| 46         | 12        | Die 10 witzigsten TV-Pannen 2007     | 29. Aug. 2007      |

## Staffel 6
| Nr. (ges.) | Nr. (St.) | Originaltitel                            | Erstausstrahlung D |
| ---------- | --------- | ---------------------------------------- | ------------------ |
| 47         | 1         | Die 10 spektakulärsten Dschungel-Momente | 1. Feb. 2008       |
| 48         | 2         | Die 10 hammermäßigsten DSDS-Kracher      | 9. Feb. 2008       |
| 49         | 3         | Die 10 schrägsten Musik-Karrieren        | 16. Feb. 2008      |
| 50         | 4         | Die 10 beliebtesten Kinderstars          | 23. Feb. 2005      |

## Staffel 7
| Nr. (ges.) | Nr. (St.) | Originaltitel                        | Erstausstrahlung D |
| ---------- | --------- | ------------------------------------ | ------------------ |
| 51         | 1         | Die 10 witzigsten TV-Shows           | 4. Juni 2008       |
| 52         | 2         | Die 10 witzigsten Promi-Interviews   | 2. Juli 2008       |
| 53         | 3         | Die 10 verrücktesten Skandal-Bands   | 9. Juli 2008       |
| 54         | 4         | Die 10 witzigsten Live-Comedians     | 16. Juli 2008      |
| 55         | 5         | Die 10 spektakulärsten Promi-Pleiten | 23. Juli 2008      |
| 56         | 6         | Die 10 verrücktesten Mallorca-Sänger | 30. Juli 2008      |
| 57         | 7         | Die 10 schrägsten Promi-Pärchen      | 6. Aug. 2008       |
| 58         | 8         | Die 10 größten Teeniestars           | 13. Aug. 2008      |
| 59         | 9         | Die 10 beliebtesten Promi-Shows      | 20. Aug. 2008      |
| 60         | 10        | Die 10 witzigsten TV-Momente 2008    | 27. Aug. 2008      |

## Staffel 8
| Nr. (ges.) | Nr. (St.) | Originaltitel                    | Erstausstrahlung D |
| ---------- | --------- | -------------------------------- | ------------------ |
| 61         | 1         | Die 10 schrägsten DSDS-Karrieren | 31. Jan. 2009      |
| 62         | 2         | Die 10 emotionalsten TV-Castings | 7. Feb. 2009       |
| 63         | 3         | Die 10 größten DSDS-Aufreger     | 14. Feb. 2009      |
| 64         | 4         | Die 10 witzigsten TV-Castings    | 21. Feb. 2009      |

## Staffel 9
| Nr. (ges.) | Nr. (St.) | Originaltitel                                  | Erstausstrahlung D        |
| ---------- | --------- | ---------------------------------------------- | ------------------------- |
| 65         | 1         | Die 10 größten Teenie-Skandale                 | 5. Juni 2009              |
| 66         | 2         | Die 10 spektakulärsten Promi-OPs               | 12. Juni 2009             |
| 67         | 3         | Die 10 beliebtesten TV-Ärzte                   | 19. Juni 2009             |
| 68         | 4         | Die 10 witzigsten Fitness-Videos               | 20. September 2009 Anm. 1 |
| 69         | 5         | Die 10 größten Blitzkarrieren                  | 3. Juli 2009              |
| 70         | 6         | Die 10 beliebtesten Kuppel-Shows               | 10. Juli 2009             |
| 71         | 7         | Die 10 schrillsten Millionäre                  | 17. Juli 2009             |
| 72         | 8         | Die 10 spektakulärsten Michael-Jackson-Momente | 31. Juli 2009             |
| 73         | 9         | Die 10 schrägsten XXL-Karrieren                | 21. Aug. 2009             |
| 74         | 10        | Die 10 peinlichsten Möchtegern-Stars           | 28. Aug. 2009             |

## Staffel 10
| Nr. (ges.) | Nr. (St.) | Originaltitel                            | Erstausstrahlung D |
| ---------- | --------- | ---------------------------------------- | ------------------ |
| 75         | 1         | Die 10 schrägsten Supertalent-Kandidaten | 19. Dez. 2009      |
| 76         | 2         | Die 10 größten DSDS-Kracher              | 19. Jan. 2010      |

## Staffel 11
| Nr. (ges.) | Nr. (St.) | Originaltitel                              | Erstausstrahlung D |
| ---------- | --------- | ------------------------------------------ | ------------------ |
| 77         | 1         | Die 10 spektakulärsten Promi-Kriminalfälle | 16. Juli 2010      |
| 78         | 2         | Die 10 schrillsten Beauty-Schocker         | 13. Juli 2010      |
| 79         | 3         | Die 10 schrägsten Promi-Auftritte          | 30. Juli 2010      |
| 80         | 4         | Die 10 ergreifendsten Geschichten der Welt | 6. Aug. 2010       |
| 81         | 5         | Die 10 heißesten Sommerskandale            | 13. Aug. 2010      |

## Staffel 12
| Nr. (ges.) | Nr. (St.) | Originaltitel                             | Erstausstrahlung D |
| ---------- | --------- | ----------------------------------------- | ------------------ |
| 82         | 1         | Die 10 skurrilsten DSDS-Castings          | 13. Feb. 2011      |
| 83         | 2         | Die 10 umstrittensten DSDS-Kandidaten     | 2. März 2011       |
| 84         | 3         | Die 10 pikantesten Liebesskandale         | 9. März 2011       |
| 85         | 4         | Die 10 erstaunlichsten Erfolgsgeschichten | 16. März 2011      |

## Staffel 13
| Nr. (ges.) | Nr. (St.) | Originaltitel                               | Erstausstrahlung D |
| ---------- | --------- | ------------------------------------------- | ------------------ |
| 86         | 1         | Die 10 schrägsten TV-Gesichter              | 17. Juni 2011      |
| 87         | 2         | Die 10 spektakulärsten Kriminalfälle        | 24. Juni 2011      |
| 88         | 3         | Die 10 pikantesten Enthüllungen             | 1. Juli 2011       |
| 89         | 4         | Die 10 ungewöhnlichsten Schönheits-Schocker | 8. Juli 2011       |
| 90         | 5         | Die 10 verrücktesten Deutschen              | 15. Juli 2011      |
| 91         | 6         | Die 10 ergreifendsten Schicksale            | 22. Juli 2011      |

## Staffel 14
| Nr. (ges.) | Nr. (St.) | Originaltitel                                      | Erstausstrahlung D |
| ---------- | --------- | -------------------------------------------------- | ------------------ |
| 92         | 1         | Die 10 spannendsten Wer wird Millionär?-Highlights | 20. Apr. 2012      |
| 93         | 2         | Die 10 spektakulärsten Show-Momente der Welt       | 27. Apr. 2012      |
| 94         | 3         | Die 10 unglaublichsten Millionengewinner           | 4. Mai 2012        |
| 95         | 4         | Die 10 größten TV-Aufreger der Welt                | 20. Juni 2012      |

## Staffel 15
| Nr. (ges.) | Nr. (St.) | Originaltitel                              | Erstausstrahlung D |
| ---------- | --------- | ------------------------------------------ | ------------------ |
| 96         | 1         | Die 10 skurrilsten TV-Schocker der Welt    | 21. Nov. 2012      |
| 97         | 2         | Die 10 unglaublichsten Verwandlungen       | 28. Nov. 2012      |
| 98         | 3         | Die 10 außergewöhnlichsten Helden der Welt | 5. Dez. 2012       |

## Staffel 16
| Nr. (ges.) | Nr. (St.) | Originaltitel                                   | Erstausstrahlung D |
| ---------- | --------- | ----------------------------------------------- | ------------------ |
| 99         | 1         | Die 10 außergewöhnlichsten Geschichten der Welt | 13. Feb. 2013      |
| 100        | 2         | Die 10 größten Pannen-Promis                    | 20. Feb. 2013      |
| 101        | 3         | Die 10 krassesten Beauty-Phänomene              | 27. Feb. 2013      |
| 102        | 4         | Die 10 spektakulärsten TV-Kracher der Welt      | 6. März 2013       |

## Staffel 17
| Nr. (ges.) | Nr. (St.) | Originaltitel                            | Erstausstrahlung D |
| ---------- | --------- | ---------------------------------------- | ------------------ |
| 103        | 1         | Die 10 außergewöhnlichsten Liebesbeweise | 19. Feb. 2014      |
| 104        | 2         | Die 10 größten Datingshow-Aufreger       | 26. Feb. 2014      |
| 105        | 3         | Die 10 krassesten Verwandlungen          | 5. März 2014       |
| 106        | 4         | Die 10 kuriosesten Albträume in Weiß     | 12. März 2014      |
| 107        | 5         | Die 10 pikantesten Bachelor-Momente      | 19. März 2014      |

## Staffel 18
| Nr. (ges.) | Nr. (St.) | Originaltitel                             | Erstausstrahlung D |
| ---------- | --------- | ----------------------------------------- | ------------------ |
| 108        | 1         | Die 10 pikantesten Geschichten der Welt   | 3. Juni 2015       |
| 109        | 2         | Die 10 außergewöhnlichsten Heldentaten    | 10. Juni 2015      |
| 110        | 3         | Die 10 absurdesten TV-Ideen               | 17. Juni 2015      |
| 111        | 4         | Die 10 überraschendsten Liebesgeschichten | 24. Juni 2015      |
| 112        | 5         | Die 10 unvorstellbarsten Zufälle          | 1. Juli 2015       |

## Staffel 19
| Nr. (ges.) | Nr. (St.) | Originaltitel                                                       | Erstausstrahlung D |
| ---------- | --------- | ------------------------------------------------------------------- | ------------------ |
| 113        | 1         | Die 10 entscheidendsten Sekunden, die alles veränderten             | 24. Feb. 2016      |
| 114        | 2         | Die 10 verrücktesten Wege, die Liebe zu finden                      | 2. März 2016       |
| 115        | 3         | Die 10 skurrilsten Verlierer, die es allen gezeigt haben            | 9. März 2016       |
| 116        | 4         | Die 10 kuriosesten Augenblicke, die das Leben auf den Kopf stellten | 16. März 2015      |
| 117        | 5         | Die 10 überraschendsten Ideen, die unter die Haut gehen             | 23. März 2016      |

## Staffel 20
| Nr. (ges.) | Nr. (St.) | Originaltitel                                                        | Erstausstrahlung D |
| ---------- | --------- | -------------------------------------------------------------------- | ------------------ |
| 118        | 1         | Die 10 kultigsten RTL-Momente aller Zeiten                           | 7. Sep. 2016       |
| 119        | 2         | Die 10 krassesten Lebensentscheidungen – Jetzt oder nie!             | 14. Sep. 2016      |
| 120        | 3         | Die 10 unglaublichsten ‚Das gibt‘s doch nicht’-Geschichten           | 21. Sep. 2016      |
| 121        | 4         | Die 10 unvorstellbarsten Situationen, in denen man nie landen möchte | 21. Sep. 2016      |

## Staffel 21
| Nr. (ges.) | Nr. (St.) | Originaltitel                                                   | Erstausstrahlung D |
| ---------- | --------- | --------------------------------------------------------------- | ------------------ |
| 122        | 1         | Die 10 schrägsten ‚Das gibt‘s doch nicht!’-Geschichten          | 23. Aug. 2017      |
| 123        | 2         | Die 10 unglaublichsten ‚Wie das Leben so spielt‘-Geschichten    | 30. Aug. 2017      |
| 124        | 3         | Die 10 skurrilsten „Das kann doch nicht wahr sein!“-Geschichten | 6. Sep. 2017       |

## Specials
| Nr. (ges.) | Nr. (St.) | Originaltitel                             | Erstausstrahlung D |
| ---------- | --------- | ----------------------------------------- | ------------------ |
| 1          | 1         | Die 10 schrägsten Grand-Prix-Momente      | 23. Mai 2015       |
| 2          | 2         | Die 10 spektakulärsten James-Bond-Momente | 8. Nov. 2015       |
| 3          | 3         | Die 10 größten Michael-Schumacher-Momente | 13. Nov. 2019      |